# Andy Beattie (rugby à XV)
Pour les articles homonymes, voir Andy Beattie et Beattie.
Pas d'image ? Cliquez ici

a Compétitions nationales et continentales officielles uniquement.

Dernière mise à jour le 3 février 2011.
Andy Beattie, né le 6 septembre 1978 à Londres, est un joueur de rugby anglais qui joue au poste de deuxième ligne ou de troisième ligne aile.
Il joue avec Bath en coupe d'Europe et dans le championnat d'Angleterre (48 matchs, 11 essais en coupe d'Europe pour les saisons 2000-09).

## Carrière

### En club
- 1997-2001 : Exeter Chiefs
- depuis 2001 : Bath Rugby

## Palmarès
- Finaliste du championnat d'Angleterre : 2004
- Vainqueur du challenge européen : 2008
- Finaliste du challenge européen : 2003, 2007
- Finaliste de la coupe d'Angleterre : 2005